# Deutoleon turanicus
Deutoleon turanicus är en insektsart som beskrevs av Navás 1927. Deutoleon turanicus ingår i släktet Deutoleon och familjen myrlejonsländor. Inga underarter finns listade i Catalogue of Life.